# مضواء لهبي كهروضوئي

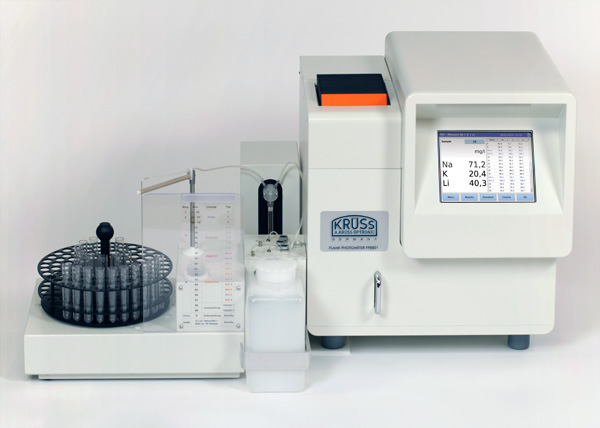
المضواء اللهبي الكهروضوئي

المضواء اللهبي الكهروضوئي أو المقياس الضوئي اللهبي (بالإنجليزية: Photoelectric flame photometer) هو جهاز يستخدم في التحليل الكيميائي غير العضوي لتحديد تركيز أيونات معدنية معينة، من بينها الصوديوم والبوتاسيوم والليثيوم والكالسيوم. تعتبر معادن المجموعة 1 والمجموعة 2 حساسة للغاية لقياس اللهب بسبب طاقات الإثارة المنخفضة.

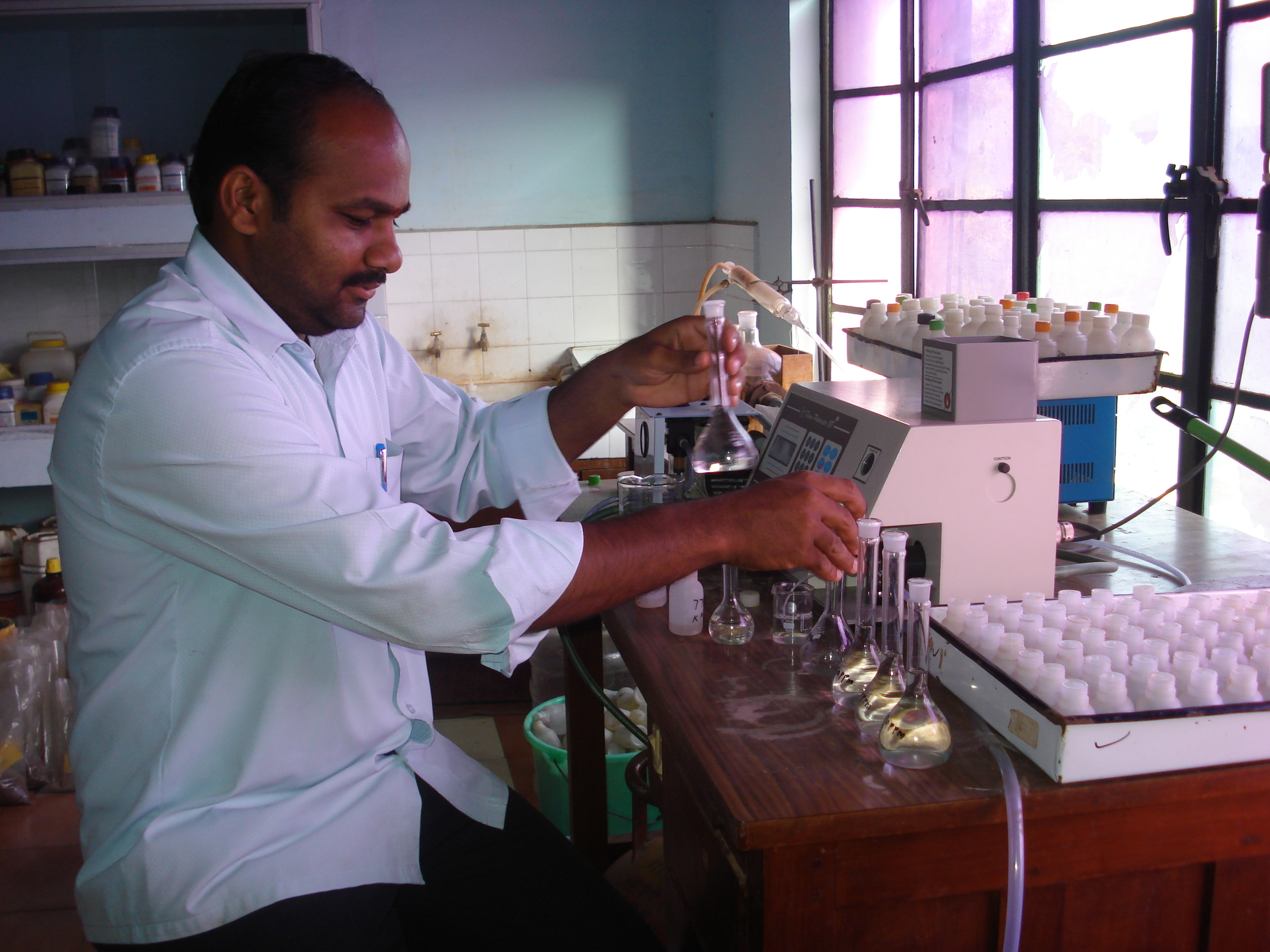
تحليل العينات بواسطة المضواء اللهبي الكهروضوئي

من حيث المبدأ، يُعتبر اختبار لهب متحكم فيه مع شدة لون اللهب كميًا بواسطة الدوائر الكهروضوئية. تعتمد شدة اللون على الطاقة التي امتصتها الذرات التي كانت كافية لتبخيرها. يتم إدخال العينة إلى اللهب بمعدل ثابت. تحدد المرشحات اللونية التي يكتشفها مقياس الضوء وتستبعد تأثير الأيونات الأخرى. قبل الاستخدام، يتطلب الجهاز معايرة مع سلسلة من الحلول القياسية للأيون ليتم اختباره.
إن مقياس اللهب يُعتبر خام ولكنه رخيص مقارنة بمطياف انبعاث اللهب، حيث يتم تحليل الضوء المنبعث باستخدام مستوحد اللون. حالته مماثلة لحالة مقياس الألوان (الذي يستخدم المرشحات) مقارنة بمقياس الطيف الضوئي.